# 麻石水库
麻石水库，位于中国广西壮族自治区北部，是柳江中游融江段干流上的大（2）型水库，坝址位于融水苗族自治县大浪乡麻石村，故名，地处三江、融安、融水三县交界处。水库于1970年6月兴建，1976年9月竣工。水库总库容2.88亿立方米，正常蓄水位134米，相应水面面积16.1平方千米，相应回水长44.6千米。水库大坝为混凝土空腔坝，最大坝高30.6米，总长442.2米。麻石水库具有日调节能力，以发电为主，兼顾通航。河床式厂房电站装机容量100兆瓦，年发电量3.8亿千瓦时。船闸最大通航能力为60吨轮驳船。